# ATC-kod N02: Analgetika
ATC-kod N02: Analgetika är en del av klassificeringssystemet ATC (Anatomical Therapeutic Chemical Classification System) för läkemedel och vissa andra medicinska produkter. ATC utvecklas av WHO och består av alfanumeriska koder indelade i grupper utifrån anatomi, medicinsk funktion och läkemedelstyp på 5 olika kodnivåer. Denna sida utgör innehållet i en specifik grupp på nivå 2.

## N02A Opioider

### N02AA Naturliga opiumalkaloider, opiater
N02AA01 Morfin
N02AA02 Opium
N02AA03 Hydromorfon
N02AA04 Nikomorfin
N02AA05 Oxikodon
N02AA08 Dihydrokodein
N02AA09 Diacetylmorfin
N02AA10 Papaveretum
N02AA51 Morfin, kombinationer
N02AA58 Dihydrokodein, kombinationer
N02AA59 Kodein, kombinationer
N02AA79 Kodein i kombination med psykoloeptika

### N02AB Fenylpiperidinderivat
N02AB01 Ketobemidon
N02AB02 Petidin
N02AB03 Fentanyl
N02AB52 Petidin, kombinationer exkl neuroleptika
N02AB72 Petidin, kombinationer med neuroleptika

### N02AC Difenylpropylaminderivat
N02AC01 Dextromoramid
N02AC02 Metadon
N02AC03 Piritramid
N02AC04 Dextropropoxifen
N02AC05 Bezitramid
N02AC52 Metadon, kombinationer
N02AC54 Dextropropoxifen, kombinationer
N02AC74 Dextropropoxifen, kombinationer med psykofarmaka

### N02AD Bensomorfanderivat
N02AD01 Pentazocin
N02AD02 Fenazocin

### N02AE Oripavinderivat (tebainderivat)
N02AE01 Buprenorfin

### N02AF Morfinderivat
N02AF01 Butorfanol
N02AF02 Nalbufin

### N02AG Opioider i kombination medspasmolytika
N02AG01 Morfin och spasmolytika
N02AG02 Ketobemidon och spasmolytika
N02AG03 Petidin och spasmolytika
N02AG04 Hydromorfon och spasmolytika

### N02AX Övriga opioider
N02AX01 Tilidin
N02AX02 Tramadol
N02AX03 Dezocin
N02AX52 Tramadol, kombinationer

## N02B Övriga analgetika och antipyretika

### N02BA Salicylsyra och derivat
N02BA01 Acetylsalicylsyra
N02BA02 Aloxiprin
N02BA03 Kolinsalicylat
N02BA04 Natriumsalicylat
N02BA05 Salicylamid
N02BA06 Salsalat
N02BA07 Etenzamid
N02BA08 Morfolinsalicylat
N02BA09 Dipyrocetyl
N02BA10 Benorilat
N02BA11 Diflunisal
N02BA12 Kaliumsalicylat
N02BA14 Guacetisal
N02BA15 Karbasalatkalcium
N02BA16 Imidazolsalicylat
N02BA51 Acetylsalicylsyra, kombinationer exkl neuroleptika
N02BA55 Salicylamid, kombinationer exkl neuroleptika
N02BA57 Etenzamid, kombinationer exkl neuroleptika
N02BA59 Dipyricetyl, kombinationer exkl neuroleptika
N02BA65 Karbasalatkalcium, kombinationer exkl neuroleptika
N02BA71 Acetylsalicylsyra i kombination med neuroleptika
N02BA75 Salicylamid i kombination med neuroleptika
N02BA77 Etenzamid i kombination med neuroleptika
N02BA79 Dipyricetyl i kombination med neuroleptika

### N02BB Pyrazolonderivat
N02BB01 Fenazon
N02BB02 Metamizol
N02BB03 Aminofenazon
N02BB04 Propyfenazon
N02BB05 Nifenazon
N02BB51 Fenazon, kombinationer
N02BB52 Dipyron, kombinationer exkl neuroleptika
N02BB53 Aminofenazon, kombiantioner exkl neuroleptika
N02BB54 Propyfenazon, kombinationer exkl neuroleptika
N02BB71 Fenazon i kombination med neuroleptika
N02BB72 Dipyron i kombination med neuroleptika
N02BB73 Aminofenazon i kombination med neuroleptika
N02BB74 Propyfenazon i kombination med neuroleptika

### N02BE Anilider inkl kombinationer
N02BE01 Paracetamol
N02BE03 Fenacetin
N02BE04 Bucetin
N02BE05 Propacetamol
N02BE51 Paracetamol, kombinationer
N02BE53 Fenacetin, kombinationer
N02BE54 Bucetin, kombinationer exkl neuroleptika
N02BE71 Paracetamol, kombinationer inkl psykoleptika
N02BE73 Fenacetin, kombinationer med psykofarmaka
N02BE74 Bucetin, kombinationer med psykofarmaka

### N02BG Övriga analgetika och antipyretika
N02BG02 Rimazolium
N02BG03 Glafenin
N02BG04 Floktafenin
N02BG05 Viminol
N02BG06 Nefopam
N02BG07 Flupirtin
N02BG08 Ziconotid

## N02C Medel vid migrän

### N02CA Mjöldrygealkaloider
N02CA01 Dihydroergotamin
N02CA02 Ergotamin
N02CA04 Metysergid
N02CA07 Lisurid
N02CA51 Dihydroergotamin, kombinationer
N02CA52 Ergotamin, kombinationer exkl neuroleptika
N02CA72 Ergotamin, kombinationer med neuroleptika

### N02CB Kortikosteroidderivat
N02CB01 Flumedroxon

### N02CC Selektiva 5HT1-receptoragonister
N02CC01 Sumatriptan
N02CC02 Naratriptan
N02CC03 Zolmitriptan
N02CC04 Rizatriptan
N02CC05 Almotriptan
N02CC06 Eletriptan
N02CC07 Frovatriptan

### N02CX Övriga migränmedel
N02CX01 Pizotifen
N02CX02 Klonidin
N02CX03 Iprazokrom
N02CX05 Dimetotiazin
N02CX06 Oxetoron

### Engelska
- WHO Collaborating Centre for Drug Statistics Methodology - ATC Index
- WHO Collaborating Centre for Drug Statistics Methodology - ATCvet Index

### Svenska
- SIL online
- FASS.se - ATC
- FASS.se - Veterinär-ATC
- Sök läkemedelsfakta - Läkemedelsverket
- Socialstyrelsen : Klassifikationer
- Nationellt produktregister för läkemedel - NPL